# Inredning

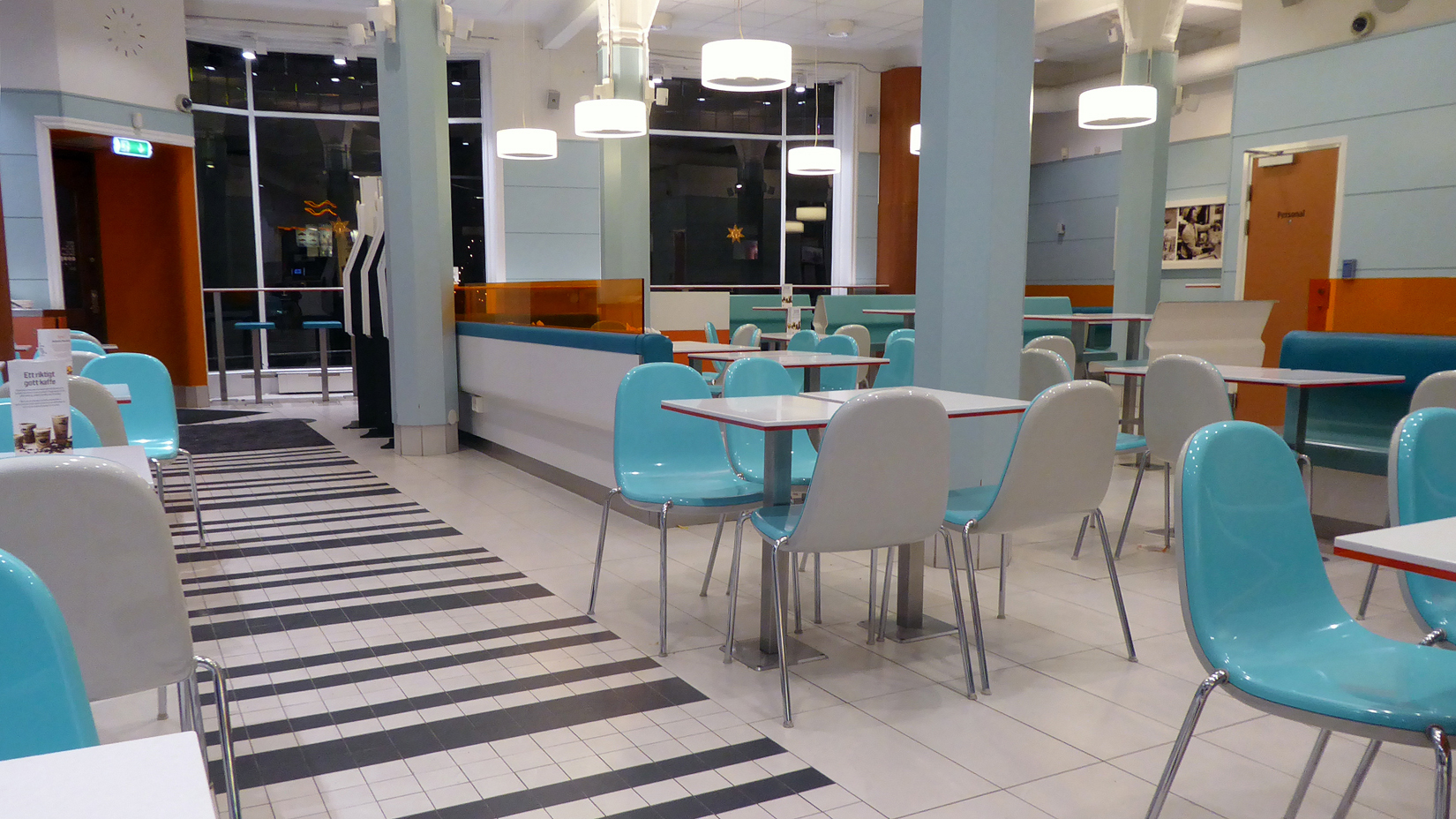
Interiör på en snabbmatsrestaurang i centrala Ystad 2019.

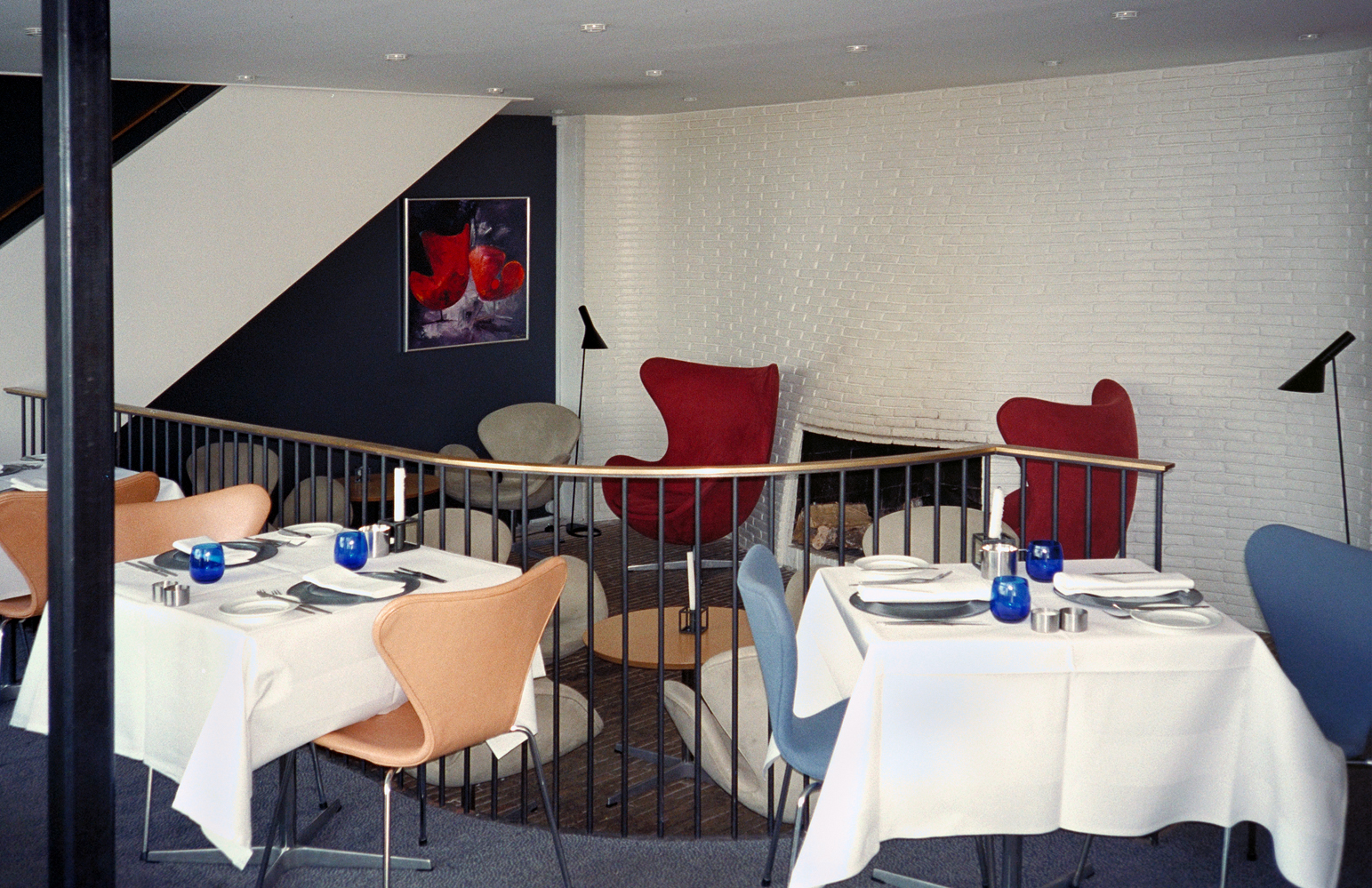
Interiör på Restaurang Jacobsen i Klampenborg 2000.

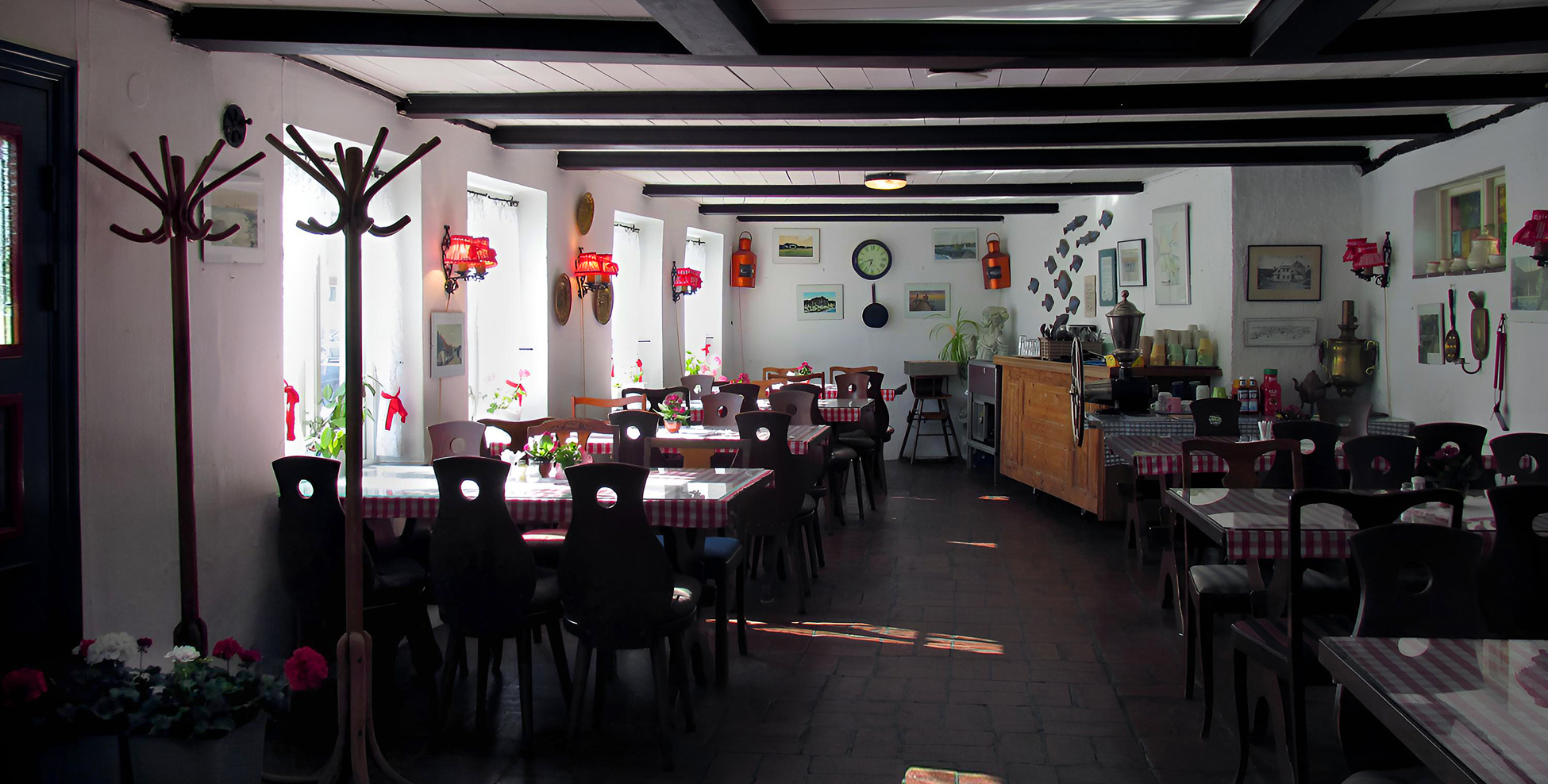
Interiör på Pilgrändens Wärdshus i Ystad 2016.

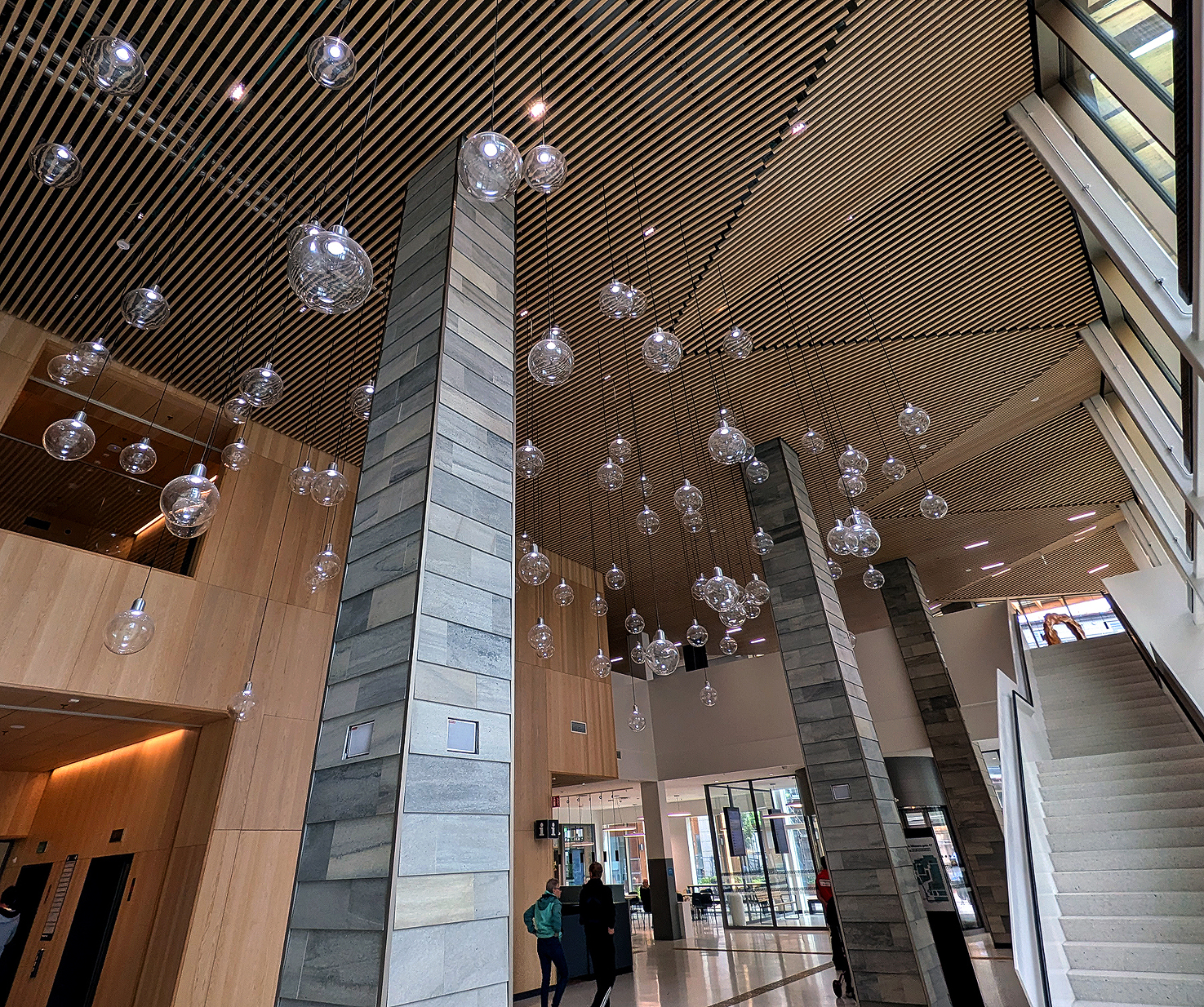
Interiören vid entrén i byggnad 47 på Malmö Allmänna Sjukhus.

Inredning är en form av interiörkonst, där en inredningsarkitekt eller interiördesigner använder sig av diverse möbler, färg, prylar och andra föremål för att dekorera och möblera ett bostadsrum eller annan interiör (av franska intérieur).
I offentliga lokaler sätts det andra krav på inredningsdetaljer av till exempel tillgängligheten vid lokalvård. I en inredning ingår förutom möbler bland annat tapeter, tyger och belysning. Även fordon som bilar och bussar har inredningar som består av väggbeklädnad och stolar. Även båtar, fartyg och flygplan har inredning. Samtliga inredningar har sin särprägel och funktion för att fungera optimalt i sin miljö. Även materialet på olika föremål i bostaden eller lokalen, som olika träslag och olika metaller som kan användas som bord eller lampor.
Inredning finns i massor av olika typer av stilar, så kallade inredningsstilar. Några exempel på populära inredningsstilar är lantligt, bohemiskt och modern inredning.

## Möblering
Möblering, det vill säga sättet att placera möbler i ett rum, regleras i hög grad av traditionella mönster. Särskilt tydligt är detta i äldre hem på landsbygden, där enhetligheten i bostädernas planlösning medförde en lika påtaglig likhet i möbleringen. Vissa möbler – särskilt kistor – stod endast i förrådsutrymmen.
I ”stugan”, vardagsrummet, fanns under århundraden regelbundet eldstaden i det inre hörnet. Diagonalt mot härden placerades bordet med sina bänkar, medan sängen stod vid samma yttervägg som härden. Detta ”diagonala möbleringsschema” ersattes särskilt i östra Sverige (Småland – Uppland) av ett ”symmetriskt schema” med ett bord under gavelväggens fönster och en säng i vardera gavelhörnet. Alla möbler var uppradade längs väggarna.
Dessa ordningar försvann även på landsbygden under 1800-talets lopp i samband bland annat med att nya hustyper med särskilt kök och ”finrum” slog igenom. I rum där man inte sov – sal, förmak och så vidare – infördes högreståndsseden att ha ett bord mitt i rummet, vilket sedan kom att inverka på övriga möbler så de kom att lämna väggarna.
I nutid är bland annat möbelfirmornas sätt att presentera sina ”möbelgrupper” en inte oväsentlig standardiseringsfaktor för möbleringens utformning. 